# Chrysolina verestschaginae
Chrysolina verestschaginae es un coleóptero de la familia Chrysomelidae.
Fue descrita científicamente en 1992 por Lopatin.